# عبد العزيز بن عبد الله بن خالد
عبد العزيز بن عبد الله بن خالد بن أسيد والي وقائد أموي، وأحد رواة الحديث النبوي. تولى ولاية مكة في عهد عبد الملك بن مروان.

## سيرته
هو عبد العزيز بن عبد الله بن خالد بن أسيد بن أبي العيص بن أمية بن عبد شمس بن عبد مناف القرشي الأموي، ابن القائد الأموي عبد الله بن خالد بن أسيد من بني أمية، وأمه أم حبيب بنت جبير بن مطعم. وأخوه لأبيه وأمه عبد الملك بن عبد الله بن خالد، وأخوه لأمه عبد الله بن سعيد بن العاص. وكنيته أبو الحجاج. ولاه سليمان بن عبد الملك على مكة، وحج بالناس عامئذ سنة 98 هـ. وقيل بل تولى مكة منذ عبد الملك بن مروان. لما قدم سليمان بن عبد الملك مكة في خلافته، قال: من سيد أهلها؟ قالوا: بها رجلان يتنازعان الشرف: عبد العزيز بن عبد الله بن خالد بن أسيد، وعمرو بن عبد الله بن صفوان.
ومات برصافة هشام فرثاه أبو صخر الهذلي فقال:

## روايته للحديث
- روى عن: أبيه عبد الله بن خالد بن أسيد، ومحرش الكعبي، وأبي سلمة بن سفيان.[5]
- روى عنه: حميد الطويل، والسفاح بن مطر، وعبد الملك بن عبد العزيز بن جريج، وكلثوم بن جبر، ومزاحم بن أبي مزاحم مولى عمر بن عبد العزيز.[5]
- منزلته عند أهل الحديث: قال النسائي: ثقة. وذكره ابن حبان في كتاب الثقات. روى له أبو داود، والترمذي، والنسائي.[5]